# Limuzin

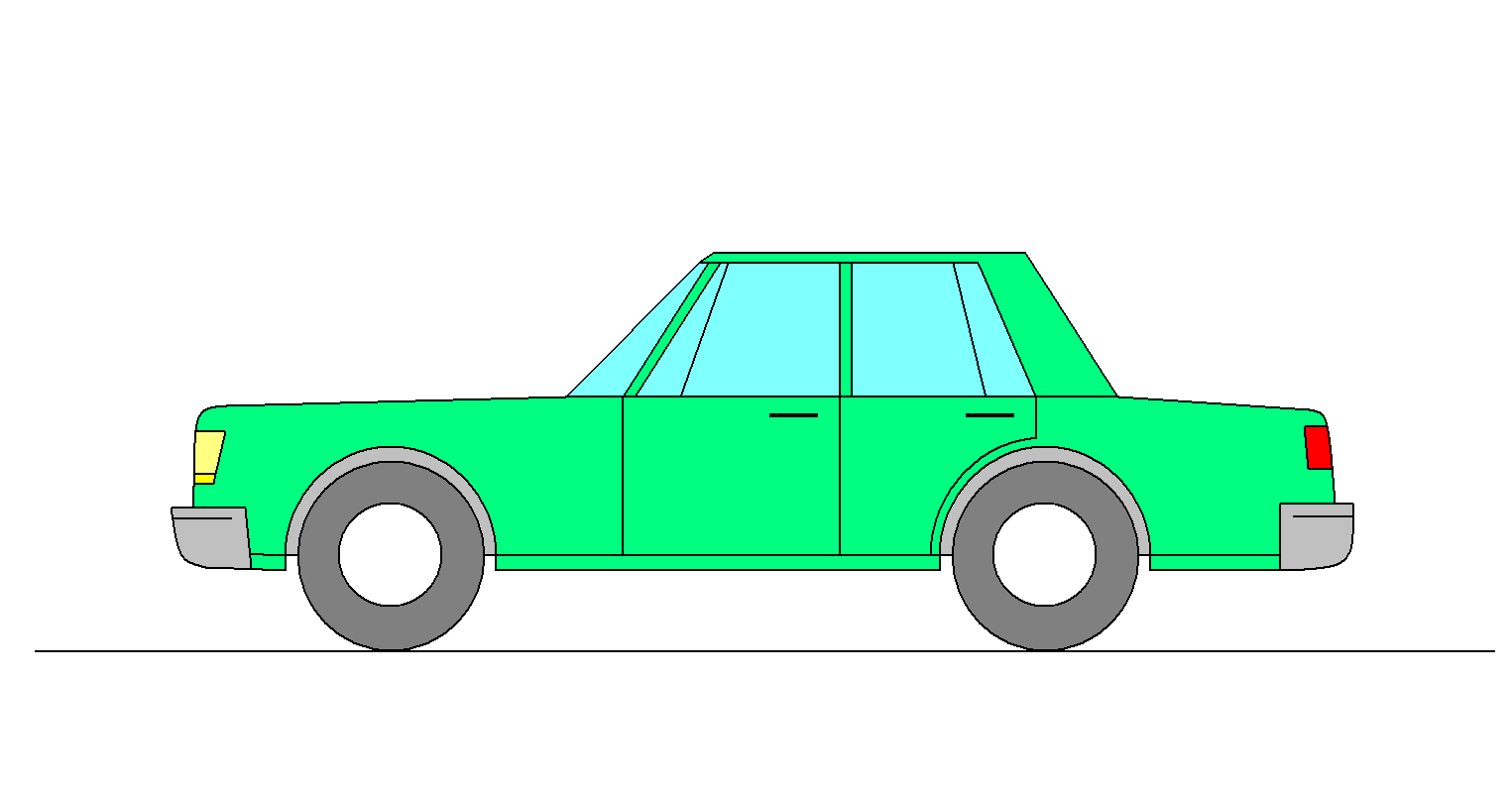
Limuzin vagy szedán

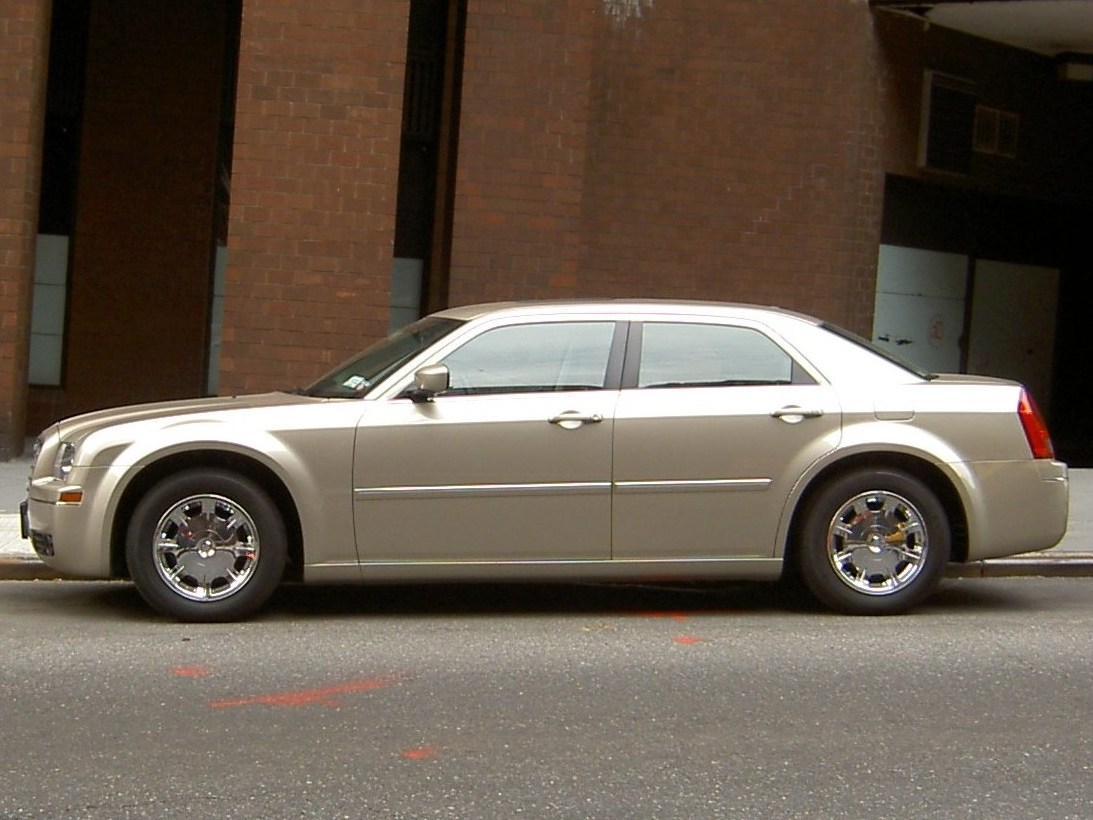
Chrysler 300C, egy tipikus limuzin

A limuzin (limousine) vagy szedán (sedan) a két- és négyajtós zárt kocsiszekrényű személygépkocsik általános elnevezése, bár szinte kivétel nélkül a négyajtósok a limuzinok, a kétajtósokat kupénak hívják.
Nem összetévesztendő a nyújtott limuzinokkal: a nyújtott kivitelű, általában luxus felszereltségű „nyújtott limuzinok” rövidült neve szintén limuzin, vagy rövidebben „limó”, köszönhetően annak, hogy többségében limuzin karosszériás autókat „nyújtanak” meg.

## Jellemzők
A limuzin a klasszikus autóforma, ez a karosszériaváltozat terjedt el leghamarabb, és talán ebből készült a legtöbb autó az autók történetében. Már a kisgyerekek rajzain is a limuzin szerepel, ha autót rajzolnak. A limuzin kialakulása megelőzte az autóipart: már a hordszékben felidéződik a formája, ahol az utast hordozó széket két vízszintes rúdra rögzítették, elöl és hátul egy-egy vagy több ember emelte fel és vitte őket, rajta a székkel és az utassal. Az autózás kezdetén a motor hamar az utastér elé, az orrba került, hátul pedig adta magát a hely a csomagtartónak, ami kezdetben különálló láda volt. Az autó, és így a karosszéria fejlődésével azonban egyre jobban letisztult az autók formavilága, és kialakult az autó általános, dobogószerű formája: elöl a motortér az első tengellyel, középen a magasabb ablakos utastér, majd a végén a motortérrel megegyező magasságú, de rövidebb csomagtartó a hátsó tengellyel, ami a stabilitás miatt belóg az utastér alá is. A limuzinok kezdetben négyajtós, négy vagy öt személyes autókat jelentettek, de hamar megjelent a kétajtós változata is, ezt aztán kupénak nevezték el. A közszolgálati (rendőrségi, tűzoltósági, taxi stb.) vagy hivatalos, céges személyautók legtöbbje szintén limuzin változatú.

## Magyarországon
Magyarországon az 1990-es évekig a „lépcsős hátú” kialakítású járműveknél használták leggyakrabban ezt a meghatározást. Például:
- Trabant limuzin
- Wartburg limuzin

Ezeknél az autóknál a szedán elnevezés pontosabb lett volna. Időnként a "lépcsős hátú" kifejezést is használják, de inkább csak szakmai berkekben.
Újabb szokások szerint személygépjárműveknél már csak a kombi és kabrió kivitelekhez használják a régebbi elnevezéseket, a többi karosszériát csak az ajtók számával írják le (háromajtós, négyajtós, ötajtós). Ebben a szóhasználatban a limuzin kivitelnek a „négyajtós” felel meg.

## Fordítás
- Ez a szócikk részben vagy egészben  a   Sedan (automobile) című angol Wikipédia-szócikk fordításán alapul.  Az eredeti cikk szerkesztőit annak laptörténete sorolja fel. Ez a jelzés csupán a megfogalmazás eredetét és a szerzői jogokat jelzi, nem szolgál a cikkben szereplő információk forrásmegjelöléseként.

## Külső hivatkozások
- A „limuzin” a Totalcar könnyed szótárában